# 胤䄔
胤䄔（1683年9月13日—1684年7月17日），清朝康熙帝的儿子（实际的十九子，但因早殇未序齿）。胤䄔生于康熙二十二年（1683年）七月廿三，生母是贵人郭络罗氏（宜妃之姐妹），当时康熙皇帝虚岁三十。胤䄔是皇六女固伦恪靖公主的同母弟弟，只活了11个月，康熙二十三年（1684年）六月初六，胤䄔病死。